# Estádio Wolmar Salton (1957)
O Estádio Wolmar Salton foi um estádio de futebol localizado na cidade de Passo Fundo, no estado do Rio Grande do Sul. Tinha capacidade para 5.500 pessoas e pertenceu ao Sport Clube Gaúcho.

## História
Em 1949, começou-se a falar na possibilidade de o Gaúcho ter de deixar o Estádio da Montanha na Vila Vergueiro, onde mandava seus jogos desde 1938, porque a família Vergueiro, proprietária da área, havia decidido vender o local para a construção de um loteamento.
O Gaúcho recebeu uma proposta para se transferir para a Vila Vera Cruz, onde ganharia uma área de 20 mil m² doada pela empresa Schilling, Goelzer & Cia. e que foi prontamente aceita pelo presidente Franklin Mäder. Todas as instalações do antigo Estádio da Montanha seriam transferidas para o novo local, que também teria quadras de basquete e tênis e pista de atletismo. Para viabilizar a construção, o Gaúcho recebeu muitas ofertas e doações. Uma das que mais chamaram a atenção foi a do comerciante e industrial Maggi De Cesaro (um dos grandes nomes do rival 14 de Julho), que se comprometeu a doar 150 metros de muro para cercar o novo estádio.
Mas a direção alviverde recusou a doação da área porque a empresa exigia que na escritura houvesse uma cláusula tornando-a inalienável, o que, segundo os dirigentes, poderia  ser um empecilho e atrapalhar o clube caso se necessitasse fazer um empréstimo para melhoria das instalações.
Ainda em 1949, Aparício Langaro, que havia doado a área para a construção do Estádio Tingaúna do Independente, no Boqueirão (então Vila Independente), e mais Veiga Faria, Olinto Oliveira e Dalila Pinto Lima, ofereceram uma área de 14,4 mil m² na ainda “futurosa” Vila Petrópolis, ou seja, que então não existia. Outra vez, a doação não foi aceita (até porque, o 14 de Julho já estava instalado daquele lado da cidade).
Finalmente, em 1951, era anunciada a demolição do Estádio da Montanha. Os jornais noticiaram que o Gaúcho passaria a jogar no Vitório Verardi, o campo do Atlético na Vila Exposição (hoje bairro São Cristóvão). No ano seguinte, o comando do Exército na cidade cedeu seu campo para o Gaúcho treinar. Enquanto isso, o prefeito Daniel Dipp encaminhava um projeto de lei concedendo a doação de um local próximo à antiga Montanha, na Vila Vergueiro, que seria destinado a uma praça, para a construção do novo estádio. O projeto foi aprovado por unanimidade na câmara de vereadores. Entre os projetos, o então presidente alviverde, Basílio Antunes, dizia que a nova casa periquita teria área coberta com cadeiras separadas para as torcidas rivais.
Mas nada saiu do papel.

## A construção do estádio
Em 1953, na gestão do presidente Mario Menegaz e do vice Nilo Zimmermann, partiu-se em busca de um terreno para o novo estádio alviverde. O melhor local ficava nos altos do Boqueirão, na Rua Moron, coincidentemente local da primeira Cancha do Gaúcho, que ainda era um descampado. Para se ter certeza que caberia um gramado com dimensões oficiais no terreno, a área foi medida passo por passo por vários dirigentes do clube. Começou então a negociação com a proprietária, Antônia Vieira Barreiro, para a compra do local, por Cr$ 150 mil, pagos com reservas do clube e de doações dos diretores. No dia de fazer a escritura do terreno, a surpresa: a área de terra era denominada “Campo do Gaúcho”! 
Logo foi lançada a “campanha do tijolo”, para arrecadar dinheiro ou material para a construção do estádio e ainda a parte inferior do pavilhão e vestiários com túnel de acesso para o gramado. Também foi rifado um Chevrolet Bel Air, zero quilômetro, que ficou exposto em frente à catedral durante a promoção. O vencedor foi Luiz Pedro Mazzetti.
Mas as dificuldades eram grandes e impossibilitaram que se cumprisse o planejado. Assim mesmo, começaram as obras com a ajuda dos funcionários da Menegaz, que trabalhavam voluntariamente nos fins de semana. Jogadores do clube Carlos Gomes, da várzea da cidade, também colaboravam (foram eles quem compraram as traves) e, em troca, jogavam no local pelo campeonato da liga menor.

## A inauguração

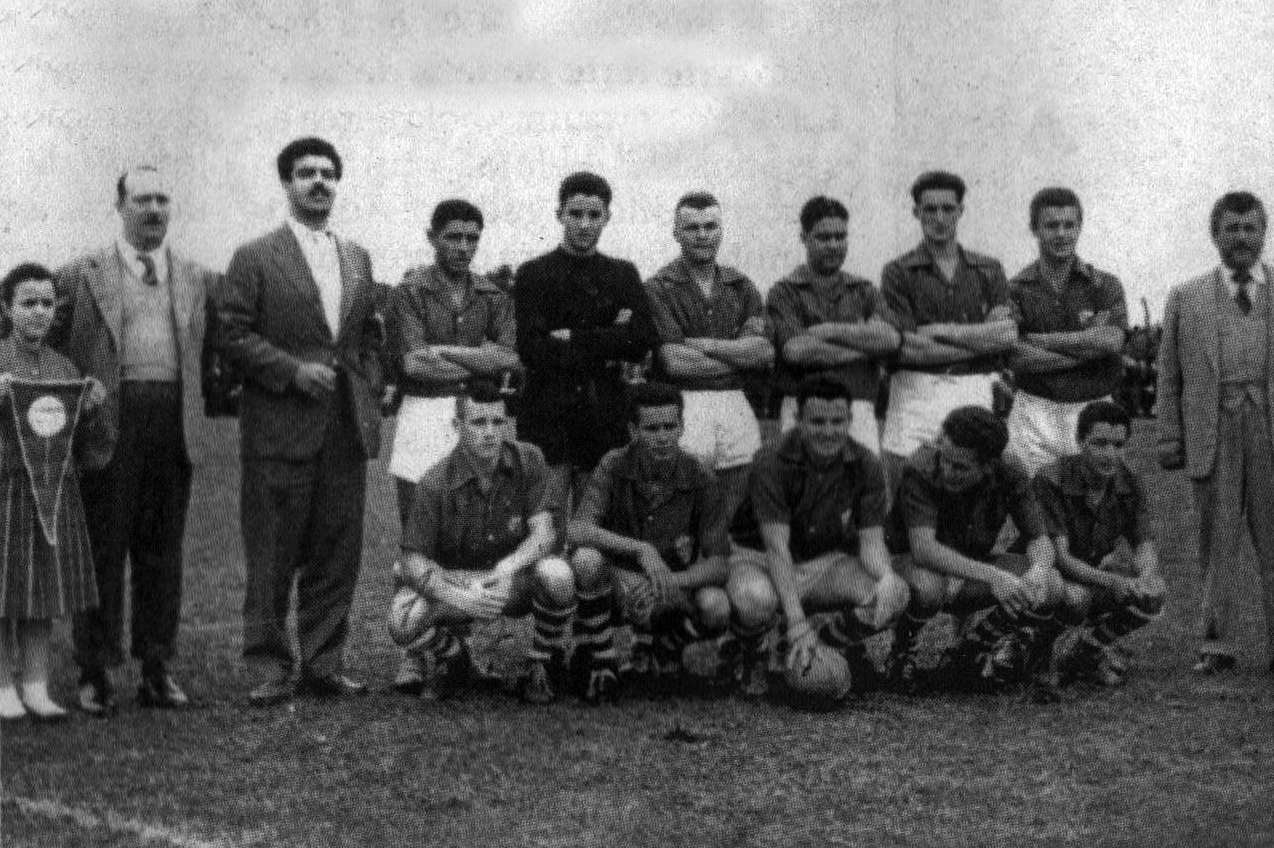
Time do Gaúcho que enfrentou o Grêmio na inauguração do Estádio Wolmar Salton em 1957 (apenas jogadores): Nicanor, Guilherme Rebechi, Branco Ughini, Vete, Finco e Hugo Loss; Enyr, Vetinho, Careca, Armando Rebechi e Adirbal

Quatro anos de muito esforço depois, o estádio era inaugurado, mesmo sem as obras totalmente terminadas. O que havia, além do campo, era o alambrado cercando o gramado e uma pequena casa de madeira nos fundos, que servia como vestiário.

Para batizar a nova casa, pensou-se em “Estádio Centenário”, uma homenagem aos 100 anos do município ou “Estádio Aníbal Almeida”, ex-dirigente do clube morto em 1957. Mas as propostas não avançaram e o nome que pegou foi Montanha, dando continuidade à história que o clube havia construído na Vila Vergueiro.

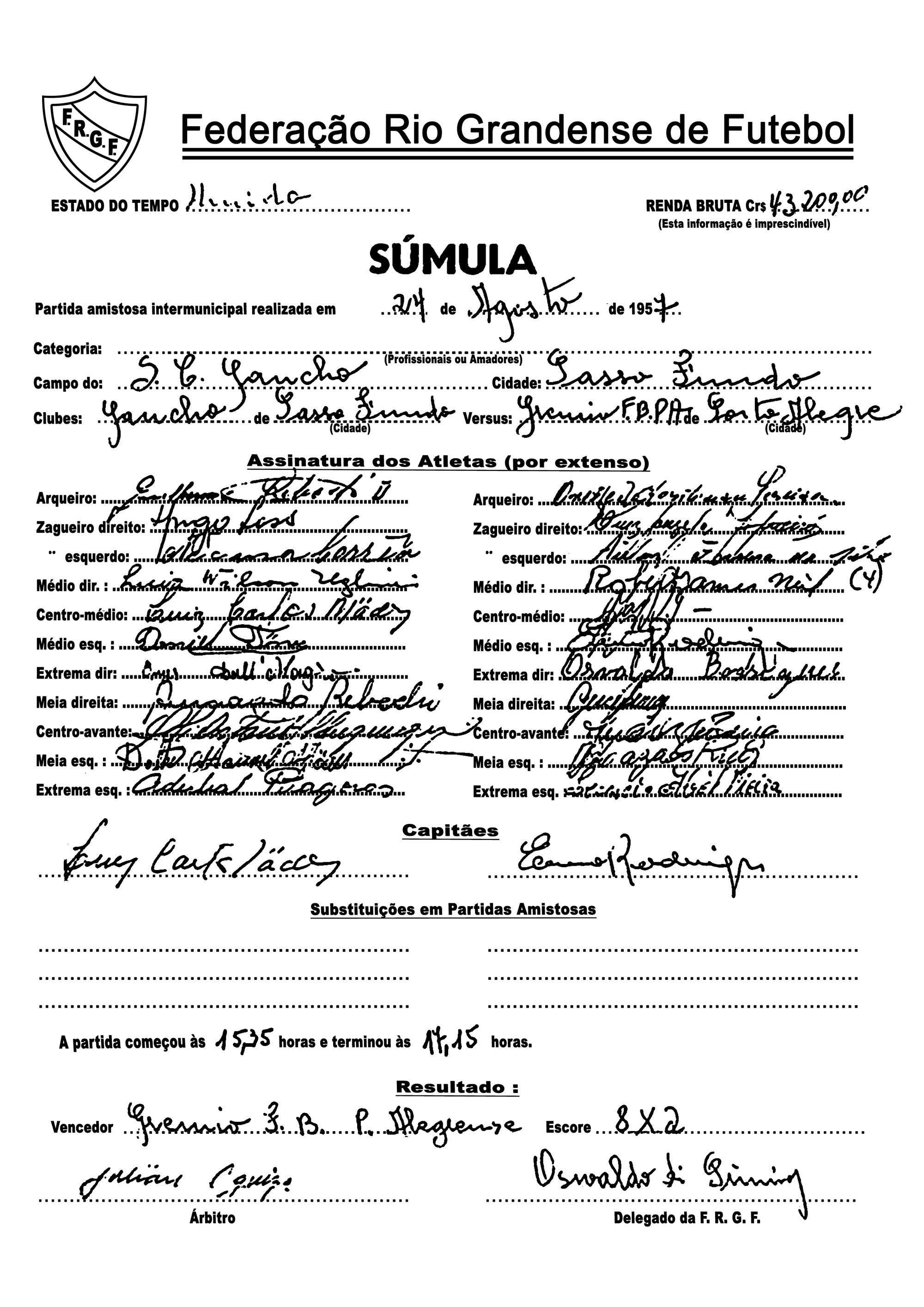
Súmula do jogo amistoso entre Gaúcho e Grêmio, em 24 de abril de 1957, na inauguração do Estádio Wolmar Salton

Originalmente, a inauguração oficial do novo Estádio da Montanha estava programada para o dia 27 de novembro, contra o Internacional. Depois, alteraram-se data, para 17 de agosto, e adversário. O escolhido agora era o Grêmio, campeão estadual e na, até então, melhor fase de sua história, vencedor de 12 títulos estaduais em 13 campeonatos entre 1956 e 1968. Mas o mau tempo acabou forçando o adiamento do jogo festivo para o final de semana seguinte, no dia 24. O que pouca gente lembra, ou sabe, é que o Gaúcho fez dois jogos no Wolmar Salton antes da inauguração oficial, nos dias 14 de julho (derrota de 4 a 1 para o 14 de Julho), e 4 de agosto (empate por 0 a 0 com o Ypiranga), ambos pelo Campeonato Gaúcho da 2ª Divisão.
Para pagar o cachê pedido pelos porto-alegrenses, houve uma grande campanha de venda prévia das cadeiras. Os ingressos estavam disponíveis no restaurante Maracanã, na Conga de Ouro, na Cantina do Felizardo e no Bar Oásis. As cadeiras custavam Cr$ 100, o pavilhão Cr$ 50, e a arquibancada Cr$ 30. Militares “não graduados”, crianças e estudantes pagavam 20 cruzeiros.
O Grêmio veio de avião, com o presidente Ari Delgado e o time do técnico Foguinho completo, incluindo os craques Airton, Ênio Rodrigues, Gessy, Juarez e Delém, com apenas duas exceções: o goleiro argentino Germinaro, que tratava da renovação do contrato, e o meia Milton Kuelle, lesionado. O tricolor da capital foi recepcionado com festa e carreata pelo centro da cidade. A delegação ficou hospedada no Hotel Excelsior e participou de um banquete no restaurante Maracanã.
Pelo lado do Gaúcho, o técnico Alberico Passos conseguiu escalar seu melhor time, embora o alviverde estivesse mais preocupado com a conclusão do estádio do quem com o grupo de jogadores. Para completar a festa, o alviverde estrearia suas novas camisas, confeccionadas pela Camisaria Combate, de Passo Fundo, e oferecidas pelo jogador Branco. Mas eram camisas de verdade, sociais, com botões.
O público lotou o novo estádio numa renda recorde na época de Cr$ 43,2 mil. O árbitro era o argentino Juan Uguiza, contratado pela Federação Gaúcha de Futebol. Motivados, os anfitriões abriram 2 a 0, com o primeiro gol marcado de cabeça pelo lateral então improvisado como centroavante Armando Rebechi. O Grêmio começou a jogar e tranquilamente virou o placar para 8 a 2.
O jogo inaugural
| 24 de agosto de 1957 | Gaúcho           | 2 – 8 | Grêmio                                                               | Estádio Wolmar Salton, Passo Fundo |
| 15:35                | Rebechi · Careca |       | Juarez · Juarez · Delém · Delém · Gessy · Gessy · Touguinha · Vieira | Árbitro: ARG Juan Uguiza           |

## Ampliação e recorde de público
Com o passar dos anos, a Montanha recebeu várias melhorias. A primeira delas foi a ampliação do pavilhão e a construção de arquibancadas ao redor do campo, com madeiras doadas pelo empresário Wolmar Salton, que depois seria homenageado com o título de patrono do clube. Em 1967, quando o alviverde jogou pela primeira vez na principal divisão do Campeonato Gaúcho, foram construídas novas arquibancadas, atrás de uma das goleiras e na parte oposta ao velho pavilhão. Em setembro de 1974, o Departamento de Divisões Públicas da prefeitura autorizou o aumento da capacidade do estádio de 9,5 mil lugares para 15 mil, caso fossem feitas algumas obras. Mas faltou dinheiro.
Em 1975, aconteceria algo surreal. Mais de 16 mil pessoas se amontoariam no estádio para assistir ao jogo Gaúcho e Internacional pelo campeonato estadual. Era tanta gente que se calcula que mais de duas mil pessoas não puderam entrar para acompanhar a partida e tiveram que se contentar em seguir as ações pelo rádio.
O Gaúcho tinha Nadir; Gringo, Lívio, Mário Tito e Pingo; Jair, Paraná e Serginho; Carlinhos (Roberto), Pedro e Bebeto. O Internacional, que seria campeão brasileiro naquele ano, jogou com Manga; Valdir (Cláudio), Figueroa, Bibiano Pontes e Vacaria; Falcão, Escurinho e Paulo César Carpegiani; Valdomiro, Tadeu (Borjão) e Lula. O jogo começou movimentado. Logo a 1 minuto o Gaúcho atacou e Carlinhos forçou Vacaria a ceder escanteio. Mas a cobrança, do próprio Carlinhos, acabou saindo direto por trás do gol de Manga. A partir daí o Internacional começou a atacar. Bem organizado, o time de Rubens Minelli usava preferencialmente o lado esquerdo, com Escurinho voltando para ajudar o meio-campo. Vacaria e Lula conseguiam desarticular a defesa do Gaúcho, fazendo os atacantes aparecerem sempre com boas condições dentro da área.
O resultado foi que logo aos 7 minutos de jogo Lula cruzou na cabeça de Tadeu, que desviou de leve para o canto esquerdo de Nadir: Inter 1 a 0. O time de Porto Alegre pressionava, mas foi o Gaúcho quem marcou o gol. Aos 16 minutos, Serginho lançou Bebeto, que tabelou com Pedro, chutando no corpo de Bibiano Pontes. Figueroa apenas assistiu à entrada de Bebeto que, com muita raça, bateu violentamente, sem defesa para Manga: Gaúcho 1 a 1.
A alegria alviverde não durou um minuto. Na saída de bola, Lula foi lançado pela esquerda e cruzou na cabeça de Tadeu: Inter 2 a 1. O gol acabou desorganizando e desestabilizando o Gaúcho do técnico Santarém. Bebeto, caçado pelos zagueiros colorados, acabou recebendo um cartão amarelo depois de uma entrada em Falcão e por pouco não acabou expulso. O fim da primeira etapa serviu também para acalmar os ânimos.
O segundo tempo começou com o Internacional pressionando. Aos 2 e aos 3 minutos, Nadir salvou dois chutes de Valdomiro e de Lula. As esperanças do Gaúcho acabariam aos 15 minutos. Bebeto venceu Vacaria na corrida e estava a poucos metros da área quando foi derrubado por trás pelo lateral. Bebeto revidou com um chute e foi expulso. Mas Vacaria não foi sequer advertido. Com um jogador a menos o técnico Santarém tentou fechar o meio-campo, tirando Carlinhos e colocando Roberto.
Apesar de inferiorizado, o Gaúcho levou algum perigo ao gol de Manga. Para evitar surpresas, Rubens Minelli tirou Valdir e Tadeu, que marcou mais um aos 27 minutos, entrando Cláudio Duarte e Borjão. O Internacional passou a tocar a bola até o apito final.
O jogo do recorde de público
| 29 de junho de 1975 | Gaúcho     | 1 – 3 | Internacional                    | Estádio Wolmar Salton, Passo Fundo |
| 16:00               | Bebeto 16' |       | Tadeu 7' · Tadeu 17' · Tadeu 72' | Árbitro: RS Agomar Martins         |

Em destaque no cenário estadual, o Gaúcho decidiu investir ainda mais. Em outubro de 1976, era anunciada a construção do pavilhão com capacidade para 935 torcedores. Ele seria inaugurado no ano seguinte e recebeu o nome de Honorino Malheiros, em homenagem a um dos grandes ídolos do clube, zagueiro do time no final da década de 1920 e técnico da grande equipe de 1939, além de fazer parte de várias diretorias.
No dia 13 de abril de 1977, contra o Pelotas, era inaugurada a iluminação do estádio. Ter iluminação artificial era um dos requisitos do regulamento do Gauchão daquele ano. Os refletores custaram 841 mil cruzeiros e foram instalados pela empresa Formatec de Porto Alegre.
Os visitantes logo abriram o placar. Aos 30 segundos de jogo, Edson cruzou para Flávio, ex-centroavante do Internacional, que entrou entre os zagueiros e chutou forte, sem defesa para Ronaldo. Um minuto depois Zé Carlos e Roberto tabelaram e a bola foi lançada para o ponta-esquerda Luiz Alberto, que entrou na área, passou pelo lateral Marco Antônio e empatou. O jogo ganhou em emoção e os ataques se alternavam. Mas no segundo tempo o Gaúcho caiu de produção, o que foi fatal. Com outros dois gols, o Pelotas confirmava a vitória.
Como curiosidade, alguns refletores não acenderam e, devido à derrota, no dia seguinte o jornal O Nacional publicava uma charge onde aparecia uma torre de iluminação chorando. O sistema de iluminação seria vendido na década de 1990 para o clube arrecadar dinheiro.

## O ocaso
O Gaúcho desativaria seu departamento profissional entre 1991 e 1999, e o Wolmar Salton passou a ser utilizado pelas categorias de base. O alviverde voltou a campo em 2000. Com a sede social dilapidada, o ano de 2007 seria o derradeiro no seu mítico estádio. O último jogo aconteceu no dia 25 de março, derrota por 2 a 0 contra o Novo Hamburgo pelo Gauchão. O periquito era rebaixado para a Segundona e fecharia o futebol por mais dois anos.
Numa última tentativa de salvar o estádio, no dia 8 de junho de 2007, durante as comemorações dos 150 anos de emancipação de Passo Fundo, o Wolmar Salton era tombado provisoriamente pela prefeitura, passando a ser considerado patrimônio histórico-cultural do município. Com a decisão, deveriam ser preservados o campo, as arquibancadas e a fachada principal no seu aspecto original, uma área de 15 mil m². Mas, duas semanas depois o clube perdia o estádio.
No dia 21 de junho, num leilão de aproximadamente 10 minutos, a área do estádio Wolmar Salton, incluindo as piscinas, foi arrematada por R$ 1,1 milhão. O comprador foi um jovem de 21 anos que movia uma ação contra o Gaúcho desde 1996. Na época com 10 anos, o jovem se afogou na piscina do clube, ficando em estado vegetativo. O lance foi dado com os créditos da ação. A partir daí, o estádio passou a ser destruído. Enquanto isso, o clube tentava reverter a decisão na Justiça.
Em dezembro de 2008, os desembargadores do Tribunal de Justiça do Rio Grande do Sul avaliaram que o valor pelo qual o complexo foi arrematado não correspondia à dívida com o jovem. A alegação usada foi que, corrigindo-se os valores da época do leilão, o credor não possuía crédito suficiente para o arremate. Também não se conseguiu um acordo (e se se conseguisse, faltariam verbas para reformar o estádio) para voltar ao Wolmar Salton.
Assim, no dia 26 de novembro o clube anunciava que jogaria a 2ª Divisão de 2010 no Estádio Carlos Bebber, em Marau. O Gaúcho chegou a sugerir à Federação Gaúcha a possibilidade de jogar no campo da Universidade de Passo Fundo (que não tinha vestiários, arquibancadas, alambrado nem tribuna para a imprensa), mas teve o pedido negado. Em 2011, o alviverde mandou seus jogos no Vermelhão da Serra.
Em junho de 2012, a Primeira Vara de Família da Comarca de Passo Fundo autorizava a venda do Estádio Wolmar Salton. Era a saída definitiva para pagar as dívidas com mais de 60 credores e recomeçar. Foi eleita uma comissão para gerir a venda do estádio, comandada pelo presidente Gilmar Rosso, que anunciava acordo com 99% dos credores para encerrar os processos. No dia 28 de novembro, era revelado em entrevista coletiva no Ministério Público Estadual o comprador da área de 21 mil m², o Hospital São Vicente de Paulo. O valor da transação era de R$ 8,6 milhões.
Pagas as dívidas, o dinheiro que sobrara iria para a construção de uma nova casa, que levaria o nome do antigo estádio e seria inaugurado em abril de 2016: o novo Estádio Wolmar Salton.